# Scutopeltis alafiae
Scutopeltis alafiae är en svampart som beskrevs av Bat. & H. Maia 1957. Scutopeltis alafiae ingår i släktet Scutopeltis, divisionen sporsäcksvampar och riket svampar.   Inga underarter finns listade i Catalogue of Life.